# 伊度亞度·尼圖
伊度亞度·達施華·拿斯文圖·尼圖（Eduardo da Silva Nascimento Neto，1988年10月24日—），生於巴西薩爾瓦多，巴西足球運動員，司職防守中場，現時效力日本甲組職業足球聯賽球會名古屋鯨魚。

## 球員生涯
2010年6月21日，尼圖與葡超球會布拉加簽約。
2011年1月13日，尼圖租借到維多利亞直到賽季結束。
2018年6月29日，名古屋鯨魚宣布簽入尼圖。

## 榮譽
保地花高
- 里約盃冠軍（英语：Taça Rio）（2008年）
- 瓜納巴拉盃冠軍（英语：Taça Guanabara）（2009年）

川崎前鋒
- 日本職業聯賽冠軍（2017年）

## 外部連結
- Profile at Kawasaki Frontale （页面存档备份，存于）
- （葡萄牙文） CBF[永久]
- （英文） sambafoot[永久]
- （葡萄牙文） ogol.com.br

ě